# Jung Ha-na
Jung Ha-na (hangul: 정하나), även känd under artistnamnet Hana och tidigare Zinger, född 2 februari 1990 i Uijeongbu, är en sydkoreansk sångerska.
Hon har varit medlem i den sydkoreanska tjejgruppen Secret sedan gruppen debuterade 2009.

## Diskografi

### Album
| Datum       | Albumtitel         | Topplacering          |
| Datum       | Albumtitel         | Sydkorea (Gaon Chart) |
| ----------- | ------------------ | --------------------- |
| 1 apr 2010  | Secret Time        | 4                     |
| 12 aug 2010 | Madonna            | 5                     |
| 18 okt 2011 | Moving in Secret   | 3                     |
| 13 sep 2012 | Poison             | 3                     |
| 30 apr 2013 | Letter from Secret | 7                     |
| 11 aug 2014 | Secret Summer      | 2                     |